# Schwarzbäuchiger Glattrochen
Der Schwarzbäuchige Glattrochen (Dipturus nidarosiensis) ist eine Rochenart, die im nordöstlichen Atlantik von den tiefen Fjorden des mittleren und südlichen Norwegens und der Küste des südlichen Islands bis zur Küste des westlichen Schottlands und des westlichen Irlands vorkommt. Möglicherweise recht das Verbreitungsgebiet auch weiter nach Süden bis zur Keltischen See und dem Golf von Biskaya und nach Westen bis zum Mittelatlantischen Rücken.

## Merkmale
Der Schwarzbäuchige Glattrochen erreicht eine Länge von etwa 2,00 Metern, möglicherweise wird er sogar 2,5 Meter lang. Er ist damit einer der größten, wahrscheinlich der zweitgrößte Vertreter der Echten Rochen (Rajidae). Die Rückenseite der Tiere ist dunkel graubraun; die Unterseite ist einfarbig braun und etwas dunkler aber oft bedeckt von einer dicken, festen Schicht schwarzen Schleims, der die relativ wenigen schwarz markierten Punkte und Streifen der Sinnesporen überdeckt. Letztere sind auch auf der Rückenseite schwarz.
Die Körperscheibe ist rhombenförmig und breiter als lang. Die äußeren Ränder sind konkav, so dass eine gedachte Linie von der Schnauzenspitze zu den äußeren Enden der Brustflossen die Flossenränder nicht berührt. Das Rostrum ist lang und zugespitzt. Der Abstand von den Augen zur Spitze des Rostrums ist etwa 5 Mal so lang wie der Abstand zwischen den Augen. Der Schwanz ist kräftig und relativ kurz. Er verjüngt sich zur Spitze hin zusehends. Auf dem Schwanz befinden sich zwei kleine Rückenflossen, die durch eine deutliche Lücke voneinander getrennt sind. Die Rückenseite der Rochen ist mit Ausnahme des Kopfes und der Ränder der Brustflossen glatt. Die Unterseite ist mit sehr rauen, dicht stehenden Placoidschuppen bedeckt. Abgesehen von kleinen Dornen in der Nähe der Augen und an den Rändern der Brustflossen bei ausgewachsenen Männchen ist die Rückenseite dornenlos. Auf der Schwanzmitte vor der ersten Rückenflosse liegt eine aus 40 bis 50 kleinen Dornen bestehende Dornenreihe. Ein bis drei weitere Dornen befinden sich zwischen den Rückenflossen. Die Zähne im Oberkiefer sind in 41 bis 44 Reihen angeordnet.

## Lebensweise
Der Schwarzbäuchige Glattrochen lebt auf dem äußeren Kontinentalschelf in Tiefen von 200 bis 1235 Metern auf verschiedenen Böden. Die Tiere ernähren sich von allerlei bodenbewohnenden wirbellosen Tieren und von bodenbewohnenden Fischen, wobei Fische bei größeren Exemplaren einen größeren Anteil an der Ernährung haben als bei kleineren. Große Schwarzbäuchige Glattrochen fressen auch größere Fische, z. B. den Blauen Wittling (Micromesistius poutassou). Die Rochen sind ovipar (eierlegend) und legen ihre rechteckigen, hornigen Eikapseln im Frühling bis frühen Sommer auf Sand oder Schlamm ab. Die Eikapseln haben eine Länge von 18 bis 26 cm und eine Breite von 9,2 bis 11,3 cm. Die Größe der Jungrochen beim Schlupf und ihre Größe bei Erreichen der Geschlechtsreife ist bisher nicht bekannt.
Der Schwarzbäuchige Glattrochen wird als Beifang in der Grundfischerei gefangen und gilt als gefährdet.

## Systematik
Die Rochenart wurde im Jahr 1881 durch den norwegischen Zoologen Vilhelm Storm unter der Bezeichnung Raja nidarosiensis erstmals wissenschaftlich beschrieben. Sie wurde später der Gattung Dipturus zugeordnet.
Vor den Küsten Portugals und Mauretaniens, im Golf von Cádiz und im westlichen Mittelmeer bei Sardinien wurden dunkle Rochen der Gattung Dipturus gefangen, deren Artzugehörigkeit nicht aufgeklärt werden konnte. Möglicherweise handelt es sich um Schwarzbäuchige Glattrochen, und das Verbreitungsgebiet der Art erstreckt sich sehr viel weiter nach Süden als bisher bekannt ist, oder es handelt sich um eine bisher unbeschriebene Rochenart, die D. nidarosiensis sehr ähnlich ist.

## Belege
1. 1 2 3 4 5 6 7  David A. Ebert & Matthias F. W. Stehmann: Sharks, Batoids and Chimaeras of the North Atlantic. FAO Species Catalogue for Fishery Purposes No. 7, ISSN 1020-8682, Seite 323–325.
2. ↑  Dipturus nidarosiensis in der Roten Liste gefährdeter Arten der IUCN 2015. Eingestellt von: Stehmann, M.F.W., Ellis, J., Walls, R. & Lynghammar, A., 2006. Abgerufen am 25. Oktober 2020.
3. ↑  Storm, V. (1881): Bidrag til kundskab om Trondhjems fjordens fauna. III. Det Kongelige Norske videnskabers selskabs skrifter, Trondheim 1880: 73–96.